# 25166 Thompson
25166 Thompson este o planetă minoră (asteroid), cu un diametru de 8,25 km, din centura de asteroizi. A fost descoperită pe 19 septembrie 1998 la Stația Anderson Mesa de Lowell Observatory Near-Earth-Object Search. 
Obiectul prezintă o orbită caracterizată de o semiaxă mare de 2,9353432 UAi, o excentricitate de 0,07, o înclinație de 11,22495 ° în raport cu ecliptica.